# Вольное (Ровненская область)
Вольное (укр. Вільне) — село, входит в Трипутнянский сельский совет Дубровицкого района Ровненской области Украины.
Население по переписи 2001 года составляло 67 человек. Почтовый индекс — 34151. Телефонный код — 3658. Код КОАТУУ — 5621888202.

## История
В 1946 г. Указом ПВС УССР село Яцули переименовано в Вольное.

## Местный совет
34150, Ровненская обл., Дубровицкий р-н, с. Трипутня, ул. Шевченко, 61.